# Mosquera (ort i Cundinamarca, lat 4,71, long -74,23)
Mosquera är en ort i Colombia.   Den ligger i departementet Cundinamarca, i den centrala delen av landet, 20 km nordväst om huvudstaden Bogotá. Mosquera ligger 2 544 meter över havet och antalet invånare är 27 005.
Terrängen runt Mosquera är huvudsakligen platt, men åt sydväst är den kuperad. Runt Mosquera är det mycket tätbefolkat, med 4 188 invånare per kvadratkilometer. Närmaste större samhälle är Bogotá, 19,6 km sydost om Mosquera. Runt Mosquera är det i huvudsak tätbebyggt.